# Kraljevi logistični korpus
Kraljevi logistični korpus (angleško Royal Logistic Corps) je največji korpus Britanske kopenske vojske, ki zagotavlja popolno logistično podporo vsej kopenski vojski.

## Zgodovina
Korpus je bil ustanovljen 5. aprila 1993 z združitvijo dotedanjih enot: Kraljevi korpus transporta, Kraljevi vojaški korpus za oskrbo s strelivom, Kraljevi pionirski korpus, Vojaški korpus za oskrbo s prehrano in Poštne ter kurirske službe Kraljevih inženircev.